# 安和路 (台中市)

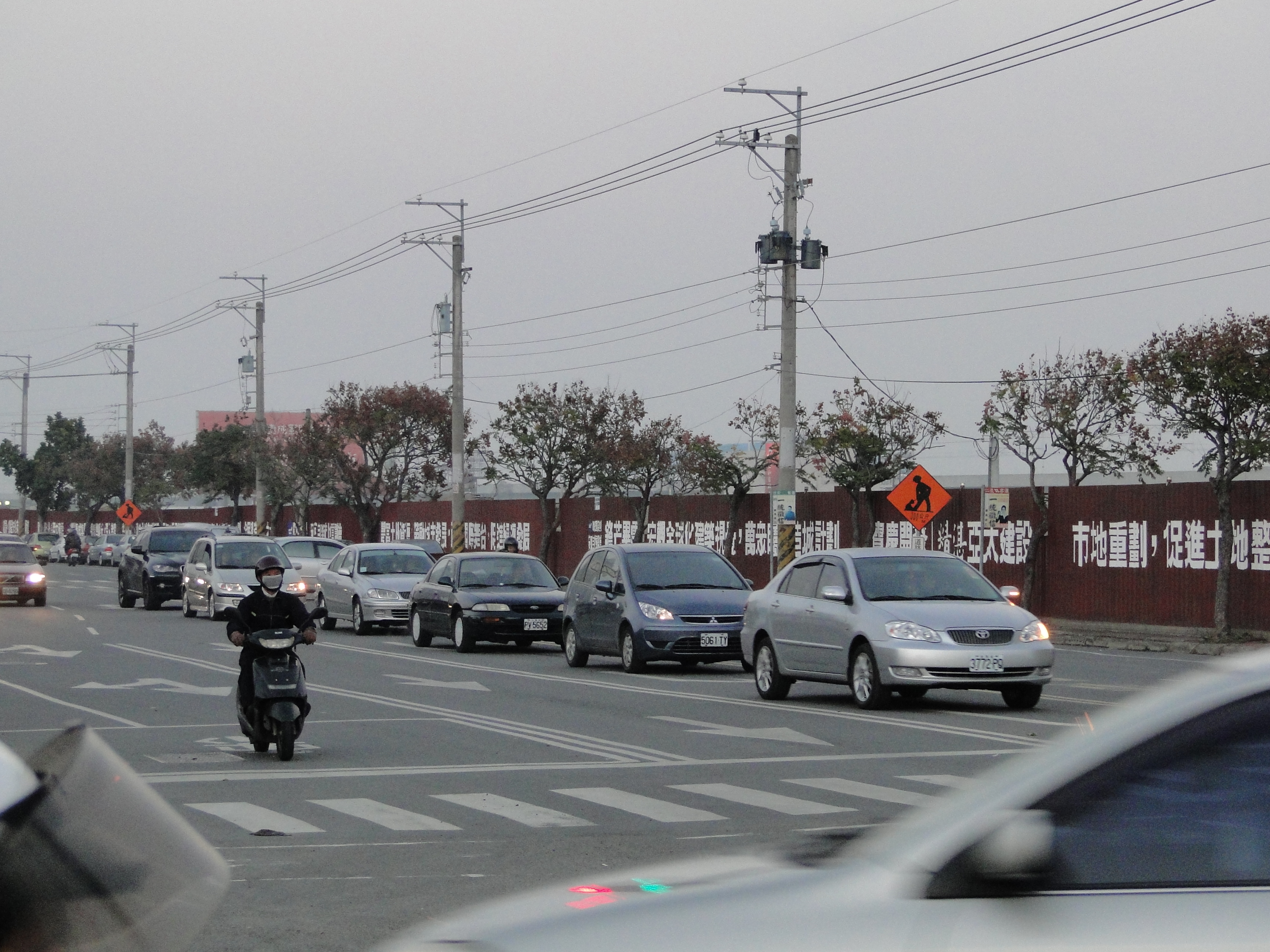
西屯區安和路一景

安和路為臺灣臺中市重要道路之一，大致呈南北向，不分段。進入南屯區後，路名變成忠勇路。北接永安一巷。為縣道125號之一部分。全線配置雙向四車道。

## 行經行政區域
- 西屯區

## 本道路客運
臺中市市區公車
| 編號  | 業者       | 路線                     | 行駛區間         | 備註                         |
| ----- | ---------- | ------------------------ | ---------------- | ---------------------------- |
| 27    | 台中客運   | 臺中火車站－嶺東科技大學 | 臺灣大道－忠勇路 | 經公益路                     |
| 49    | 台中客運   | 老虎城－臺中工業區       | 臺灣大道－朝馬路 |                              |
| 155副 | 中台灣客運 | 高鐵臺中站－麗寶樂園     | 朝馬路－福科路   | 經統聯轉運站、后里區十九甲路 |
| 356   | 捷順交通   | 臺中榮總－大慶火車站     | 臺灣大道－朝馬路 |                              |
| 357   | 捷順交通   | 臺中榮總－嶺東科技大學   | 福科路－忠勇路   |                              |

## 沿線設施
（由北至南）
西屯路三段
- 臺中市西屯區永安國民小學

福科路
- 福華大飯店

臺灣大道四段（BRT藍線福安站）
- 台中捷運藍線中港轉運站
- Legacy Taichung 台中音樂傳記
- 張家祖廟

朝馬路
- 臺中市西屯區協和國民小學
- 臺中市立圖書館西屯協和分館
- 臺中市立啟聰學校